# Sidi Khaled (Sidi Bel Abbes)
Sidi Khaled è un comune dell'Algeria, situato nella provincia di Sidi Bel Abbes.